# メラミン化粧合板
メラミン化粧板(めらみんけしょうばん)は、メラミン樹脂やフェノール樹脂を含侵させた紙を何枚も積層し、熱と圧力をかけて成型した板材である。色柄のバリエーションが豊富で、耐久性・耐水性が高いことから、家具・什器や、ドア、カウンター、パーティション、内壁、船舶、電車などの表面仕上げ材として住宅から非住宅まで幅広い建物で汎用的に使われている。色柄のバリエーションが豊富で、耐久性・耐水性・耐熱性・耐薬品性が高いことから、家具・什器や、ドア、カウンター、パーティション、内壁、船舶、電車などの表面仕上げ材として住宅から非住宅まで幅広い建物で汎用的に使われている。

## 種類と特徴

### 高圧メラミン化粧板（HPL、High Pressure Laminate）
メラミン樹脂を特殊な紙（チタン紙）に含侵させ乾燥させた表面紙と、フェノール樹脂をクラフト紙に含浸させ乾燥させたコア紙を、数枚重ね合わせて高温（150℃）、高圧（約100kg/㎠）下で熱圧一体成型した板材。表面層はメラミン樹脂、中心部はフェノール樹脂になっている。厚みは0.8～1.2㎜のものが多く、単体では使用できないため、パーティクルボードやMDFや合板や金属などの基材に貼り付けて使用される。表面物性と耐久性に優れるため、高い耐久性や耐薬品性が求められる病院や駅、空港、店舗、学校、オフィス、一般住宅、電車、船舶などで利用されている。各メーカー、単色・木目・抽象柄・金属調など数百柄の柄ラインナップと、鏡面仕上げ、マット仕上げ、木目エンボス仕上げ、梨地仕上げなど、様々なエンボスバリエーションを揃えており意匠性が高いうえに、比較的小ロットで入手可能であり、デザイナーや建築士にとって汎用的に選定しやすい材料となっている。原材料の50%以上は紙でありプラスチック製品の中ではバイオマス比率が高い製品と言える。
重ねるコア紙の枚数を変えることで厚みをコントロールでき、コア紙を数十枚重ねると、コンパクトと呼ばれる厚物メラミン化粧板ができる。主に12～16㎜前後の厚みのものは、サービスエリアのトイレブースや理科室の実験台などハードユースな部位において、単体でテーブル天板やパーティションとして使用される。

### 低圧メラミン化粧板
メラミン樹脂を特殊な紙（チタン紙）に含浸させた表面紙と、パーティクルボードやMDF等の芯材を、10〜30kgf/cm²の圧力にて熱圧一体成型した板材。高圧メラミン化粧板よりは耐久性に劣るが、表面はメラミン樹脂であり強い表面物性を持つ。天板、扉、収納を始め、様々な家具部材として、表面強度が必要とされる一般家庭や学校、オフィス空間、介護施設等に利用されている。表面のメラミン含浸紙の厚みは0.1～0.2㎜。様々な芯材と組み合わせることが可能で10～30㎜程度の厚みのものが主流。高圧メラミン化粧板と比較するとバイオマス比率が高い。また、高圧メラミン化粧板のように基材に練り合わせる必要が無いので加工の際の手間が省ける。ポリエステル化粧合板やシート合板等に比べると高い表面物性を誇る。

### 高圧メラミン不燃化粧板
メラミン樹脂を特殊な紙（チタン紙）に含侵させ乾燥させた表面紙と、特殊不燃コアシートを何枚も重ね合わせて、高温高圧下で熱圧一体成型した板材。厚みは3㎜前後のものが多く、不燃認定を取得しており、内装制限がかかる部位で、そのまま壁に貼って仕上げることができる。耐久性、耐水性、耐薬品性、耐熱性に優れるため、ストレッチャーや車椅子があたる病院や介護施設の腰壁や、不特定多数の人が使用する駅や学校や公共施設のトイレの壁面、住宅のキッチンパネルなどに多く使われる。拭き掃除が簡単な鏡面仕上げのものから、空間に癒しや高級感を付与する木目柄、メタリック調のものまで、幅広いラインナップが揃う。

## 歴史
1938年　　  フォーマイカ社（米国）がメラミン化粧板を開発
1951年7月　日本化工材工業（現住友ベークライト）が日本初のメラミン化粧板「デコラ」を発売
1956年6月　日立製作所（旧日立化成、現昭和電工マテリアルズ）がメラミン化粧板「ヒッターライト」を発売
1958年8月　松下電工（現パナソニック）がメラミン化粧板「パネライト」を発売、10月にはポストフォーミングパネを開発
1958年9月　林ベニヤ工業がメラミン化粧板「ハイライト」を発売
1958年11月 日本デコラックスがメラミン化粧板「デコラックス」を発売
1960年1月　愛知化学工業（現アイカ工業）がメラミン化粧板「アイカデコライト」を発売。4月「アイカ」に改称。
1960年10月 揖斐川電気工業（現イビデン）がメラミン化粧板「イビボード」を発売
1961年2月　積水化学工業がメラミン化粧板「メラロン」を発売
1962年2月　東京芝浦電気（現東芝）がメラミン化粧板「テコン」を発売
1962年5月　信越ポリマーがメラミン化粧板「ステラ」を発売
1962年7月　合成樹脂工業協会にメラミン化粧板懇話会設置
1962年11月 日東紡績がメラミン化粧板「メラニット」を発売
1963年10月 萬代化学工業がメラミン化粧板「ディックライン」を発売
1964年1月　合成樹脂工業協会にメラミン樹脂化粧板部会設置
1964年11月 コタツ板に低圧メラミン化粧板が使用される
1967年4月　合成樹脂工業協会メラミン樹脂化粧板部会、メラミン化粧板使用のコタツ板に「高圧メラミン樹脂化粧板」のラベル貼付表示を決定
1971年8月　熱硬化性樹脂化粧板のJIS改正。垂直面用、ポストフォーミング用、車両用を規格化
1975年頃　  システムキッチン参入各社が流し台カウンター、扉などにメラミンポストフォームを採用
1984年2月　アイカ工業が「アイカカラーシステムメラミン105」を発売。当時は各社数十色程度のカラーラインナップであったのに対し、
　　　　　　 105色のシステム化されたカラーバリエーションを発表し、これを機に国内シェアNo.1メーカーとなる。
2008年9月　日東紡がデコラニット株式会社の株式を住友ベークライトに売却し高圧メラミン化粧板事業から撤退。
2015年12月 住友ベークライトが車両用化粧板を除く一般品の生産を終了し、一般ルートで流通する高圧メラミン化粧板の国内メーカーは3社となる。

## 代表的な国内メーカー
- アイカ工業
- イビケン（イビデンのグループ会社）
- 日本デコラックス